# Агаджанян, Азиз Вардевановна
Азиз Вардевановна Агаджанян(род. 12.03.1945 ) — раскройщица Ереванской производственного трикотажного объединения №1 имени А. Ф. Мясникяна Министерства лёгкой промышленности Армянской ССР., полный кавалер ордена Трудовой Славы (1990).

## Биография
Родилась 12 марта 1945 года в селе Норашен Шамшадинского района Армянской ССР (ныне Тавушской области Армении). Армянка.
Окончив среднюю школу, в 1963 году поступила ученицей на Ереванское производственное трикотажное объединение №1 имени А. Ф. Мясникяна, где стала трудиться настильщицей, а в последующем раскройщицей на головной фабрике объединения. Со временем стала старшей раскройщицей. Всегда ответственно и добросовестно относилась к своей профессиональной деятельности, благодаря чему регулярно добивалась высоких результатов в работе.
Указом Президиума Верховного Совета СССР от 21 апреля 1975 года за высокие достижения в труде и многолетнюю безупречную работу на одном предприятии А. В. Агаджанян награждена орденом Трудовой Славы 3-й степени.
Указом Президиума Верховного Совета СССР от 17 марта 1981 года за успехи, достигнутые в выполнении заданий десятой пятилетки и социалистических обязательств, награждена орденом Трудовой Славы 2-й степени.
Задания одиннадцатой пятилетки (1981—1985) она выполнила за два года 8 месяцев, выпуская при этом только первосортную продукцию. Благодаря использованию передовых методов и правильной организации труда ею сэкономлено 1000 килограммов трикотажного полотна на сумму 8 тысяч рублей, а все лоскуты использованы для раскроя деталей детских изделий. Опыт её работы по экономии сырья и материалов был изучен и распространён в системе Минлегпрома Армянской ССР.
В 1981 году бригада Азиз Вардевановны перешла на работу по единому наряду с оплатой по конечным результатам труда, а в 1984 году — на хозрасчёт. Члены руководимой ею бригады добились полной взаимозаменяемости, за счёт чего производительность труда в бригаде превысила среднюю по объединению на 40 процентов. Коллектив бригады являлся инициатором почина «Через бригадную форму — к высокой производительности и качеству труда», неоднократным победителем социалистического соревнования.
За годы пятилетки воспитала шесть настильщиц и одну раскройщицу.
Указом Президиума Верховного Совета СССР от 23 мая 1986 года за успехи, достигнутые в выполнении заданий одиннадцатой пятилетки и социалистических обязательств, Агаджанян Азиз Вардевановна награждена орденом Трудовой Славы  1-й степени. Стала полным кавалером ордена Трудовой Славы.
В 1990-х годах трудилась на Ереванской трикотажной фабрике «ТОСП».
Депутат Шаумянского районного Совета народных депутатов города Еревана.
В настоящее время находится на пенсии, проживает в столице Армении — Ереване.

## Награды
Награждена орденами Трудовой Славы 1-й (23.05.1986), 2-й (17.03.1981), 3-й (21.04.1975) степеней, медалями.
В 1987 году награждена Почетной грамотой за достижение наивысших результатов во всесоюзном социалистическом соревновании в честь 70-летия Великой Октябрьской социалистической революции.